# ادگار اسنو
 و هم‌سرش دنگ یینگ‌چائو، حدود سال ۱۹۳۸]]
ادگار پارکس اسنو (انگلیسی: Edgar Snow)، (۱۹ ژوئیه‌ی ۱۹۰۵ – ۱۵ فوریه‌ی ۱۹۷۲)، یک روزنامه‌نگار آمریکایی بود، که به‌واسطه‌ی کتاب‌ها و مقالاتش درباره‌ی کمونیسم در چین و انقلاب کمونیستی این کشور شناخته می‌شود. او نخستین روزنامه‌نگار غربی بود که گزارش کاملی را از تاریخ حزب کمونیست چین، پس از راه‌پیمایی طولانی، ارائه کرد، و نخستین شخصی بود که با بسیاری از رهبران آن، از جمله مائو تسه‌تونگ، گفتگو کرد. او بیش‌تر به‌خاطر کتابش، ستاره‌ی سرخ بر فراز چین (۱۹۳۷)، که گزارشی از جنبش کمونیستی چین، از آغاز تا اواخر دهه‌ی ۱۹۳۰، است، شناخته می‌شود.